# 金沟河 (沙湾)

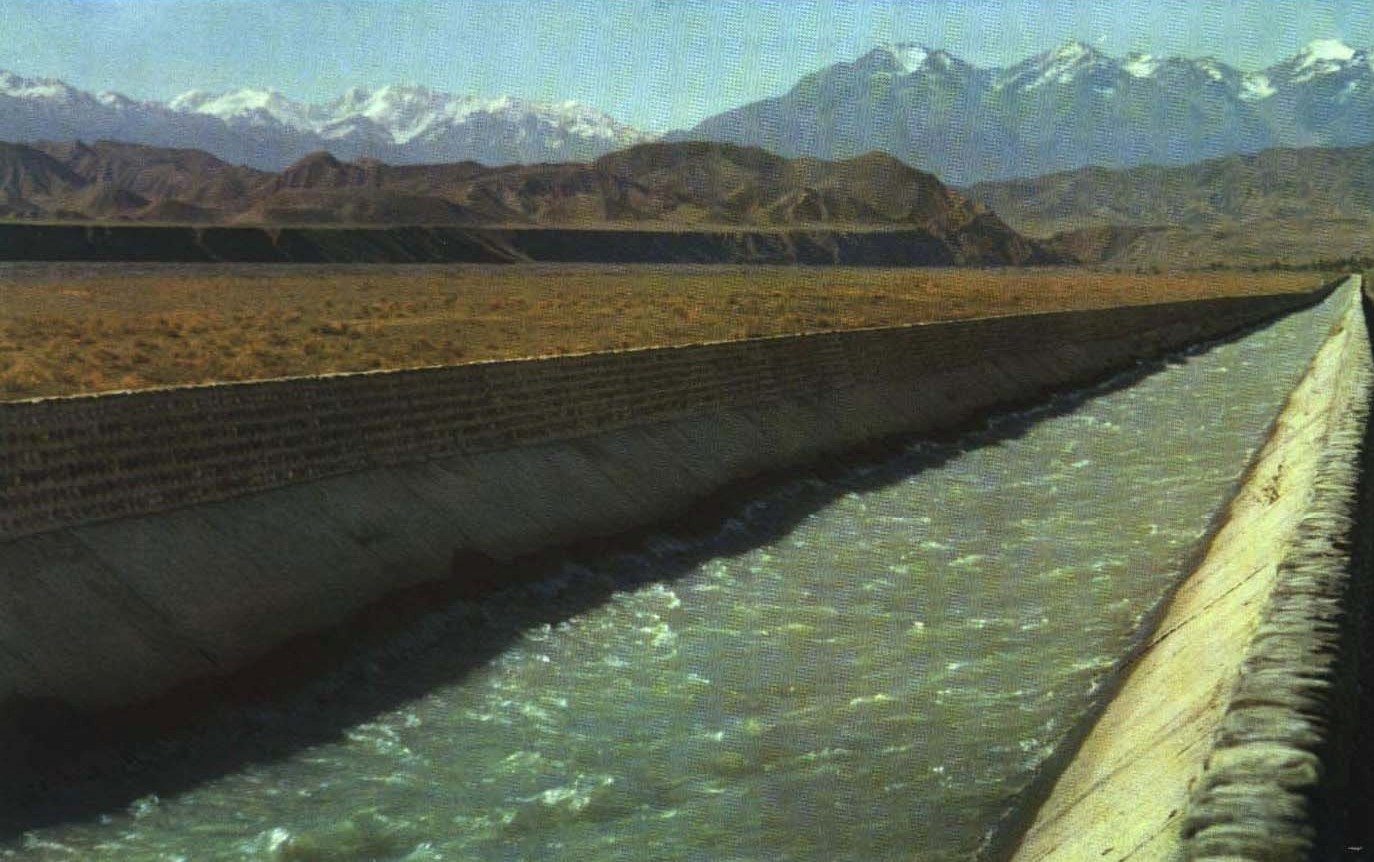
1965年 金沟河引水干渠

金沟河是中华人民共和国新疆维吾尔自治区的一条河流，位于塔里木盆地，该河全长83千米，集水面积约1273平方千米，年均径流量约为3.21亿立方米。根据红山头水文站测定，该河夏季富水期径流量占全年的68.4%，冬季枯水期径流量占全年的6.8%。